# Бен Джонсон и Уильям Шекспир играют в шахматы
«Бен Джонсон и Уильям Шекспир играют в шахматы» (согласно подписи на картине — англ. Ben Jonson and William Shakespeare by Isaak Oliver, 1603, «Бен Джонсон и Уильям Шекспир работы Исаака Оливера, 1603») — картина, принадлежащая, предположительно, голландскому художнику Карелу ван Мандеру. Изображает шахматную партию двух английских драматургов — Бена Джонсона и Уильяма Шекспира.

## История картины и её владельцы
Размеры картины 77 на 95 сантиметров.
Она впервые привлекла внимание публики в 1903 году, в то время находилась в плохом состоянии, была покрыта сажей, пылью, трещинами. На тот момент она принадлежала Кэтрин де Хейман из Нью-Йорка (приобретена этим семейством именно в 1903 году, а ранее была собственностью полковника Миллера, который в свою очередь приобрёл её в 1878 году; предыдущие владельцы картины неизвестны). Предположительно картина была завезена в Америку английскими колонистами, затем многократно меняла владельцев.
Неоднократно высказывались сомнения в её подлинности.
Банкир и коллекционер произведений искусства Джон Пирпонт Морган незадолго до своей смерти заявил, что готов приобрести картину за миллион долларов, если будет доказана её подлинность, но скончался прежде, чем подлинность картины была доказана.
Сын Кэтрин де Хейман в 1912 году привёз полотно в Европу для детального анализа специалистов. Искусствоведы изучали картину с 1912 по 1914 год. Было установлено, что картина подлинная и относится действительно к 1603 году. В ходе реставрации оказалась размытой надпись в верхней части картины. Сохранилась пометка на обороте картины: «Бен Джонсон и Вильям Шекспир, 1603». Полная надпись: «англ. Ben Jonson and William Shakespeare by Isaak Oliver, 1603». Однако авторство английского миниатюриста французского происхождения Исаака Оливера было отвергнуто искусствоведами. Автором картины признан Карел ван Мандер (наставник известного художника Франса Хальса и первый нидерландский искусствовед).
Первая печатная публикация об этой картине появилась после возвращения её в США в 1915 году в газете «American Chess Bulletin», а 12 марта 1916 года большую статью о ней опубликовала газета The New York Times.
В XX веке картина ван Мандера продолжала оставаться в частной коллекции и редко выставлялась для обозрения. В 1955 году она выставлялась для широкой публики во время Шекспировского фестиваля в США.

## Проблема сходства персонажей картины с драматургами
Было установлено безусловное сходство одного из изображённых на ней шахматистов с сохранившимся прижизненным портретом Джонсона. Пауль Вислисенус, член германского Шекспировского общества из Дармштадта, был поражён сходством двух лиц — на маске, предположительно снятой с Шекспира, и на холсте. Есть значительное сходство и с портретами Шекспира, выполненными сразу после его смерти. Пауль Вислисенус, писал: 

«Все видевшие гипсовую маску и картину убеждены, что большее сходство между людьми трудно представить».
Существует предположение, что художник мог видеть драматургов за шахматной партией. Лондонские театры были закрыты с марта 1603 по апрель 1604 года, сначала в знак траура после смерти королевы Елизаветы, а затем — в связи с эпидемией чумы в городе. Многие лондонцы уезжали тогда на континент, спасаясь от эпидемии. Шекспир и Джонсон также могли на время уехать в Голландию, хотя документальных свидетельств этого не сохранилось. Ван Мандер мог в 1603 году побывать в Лондоне и застать здесь двух драматургов. Тем не менее в своей книге о художниках Северной Европы он не упоминает о личной встрече со знаменитыми драматургами, не упоминает о ней в биографии старшего брата и Адам ван Мандер.

## Композиция картины
На картине бросается в глаза находящийся на правом краю ярко-красный женский рукав, он не может быть частью костюма «Шекспира», так как тот одет в чёрное. Женщина, которой принадлежал этот рукав, вероятно, стояла лицом к зрителю (об этом можно судить по сохранившемуся на картине согнутому локтю девушки) и спиной к шахматистам. Двое шахматистов увлечены партией и не обращают на неё внимания. Первоначально смысловым центром картины была не шахматная партия, а женская фигура. Правая часть картины с этой фигурой была обрезана, после чего главными героями картины, переместившись на первый план, стали шахматисты, в которых стало легче «узнать» «Джонсона» и «Шекспира».

## Реконструкция позиции
Один из представителей семьи Хейманов был членом известного клуба шахматных композиторов, поэтому первый анализ позиции, изображённой на картине, был проведён коллективно членами этого клуба. Позиция на доске была расшифрована. Без этого был бы не ясен смысл картины. Шекспир держит в правой руке чёрного слона (стоявшего, вероятно, на b4) и готовится взять белого ферзя на c3, собираясь объявить мат. Ситуация на доске перекликается с ситуацией в театральном мире этого времени. В 1601—1603 годах постановка пьес Джонсона на сюжеты из истории Древнего Рима «Рифмоплёт» и «Сеян» потерпела относительную неудачу, а Шекспир находился в расцвете своей славы. Его трагедии на римские сюжеты, созданные в последние годы XVI века, в сознании зрителей противостояли пьесам Джонсона.
Два дополнительных ряда клеток, расположенных перед шахматистами, не разделены на клетки и предназначены для снятых в процессе игры фигур.
С позицией связаны несколько проблем:
- Необычно расположение белых пешек на королевском фланге — невозможно из четырёх белых пешек (в первоначальном расположении на e2, f2, g2 и h2) сделать пять, которые стоят на доске. Возможно, ошибку допустил художник. Другое предположение, что пешка на h4 — чёрная.
- Шахматные композиторы из «Good Companion Chess Club», рассмотрев снятые фигуры, утверждали[2]:

«Бен Джонсон взял у Шекспира три пешки и одну ладью, одного слона и одного коня, а Шекспир взял только коня».
 Но у Шекспира отсутствуют не три, а две пешки, и не один, а оба коня. Неразборчивая форма фигур, типичная для того времени, легко могла привести к ошибке: одного чёрного коня сочли за пешку. С другой стороны, кроме коня, Шекспир взял у белых ещё пешку b2. He исключено, что он мог поставить её сбоку, поэтому она случайно попала на поле h4.

## Галерея
- Прижизненный портрет Бенджамина Джонсона работы Абрахама ван Блиенберха (ок. 1617)
- Карел ван Мандер или Исаак Оливер. Игроки в шахматы, 1603
- Единственное известное достоверное изображение Шекспира — гравюра из посмертного «Первого фолио» (1623) работы Мартина Друшаута
- Шахматная позиция на картине "Ben Jonson and William Shakespeare by Isaak Oliver, 1603".

## Влияние
Репродукции с картины украшают залы двух крупнейших нью-йоркских шахматных клубов.
Картина изображена на почтовой марке, выпущенной в Никарагуа в 1976 году.

## Шекспир и шахматы
Обычно свидетельствами знакомства Шекспира с шахматами считаются следующие фрагменты из его пьес:
- В «Буре», сразу после поднятия занавеса, на сцене находятся Миранда и Фердинанд за игрой в шахматы. Миранда упрекает противника в том, что тот сделал ход, запрещённый правилами (в другом переводе — пытается поставить ей ловушку). Этот эпизод запечатлён на картине французского художника-романтика Жилло Сент-Эвра «Миранда играет в шахматы с Фердинандом, шутливо обвиняя его в обмане». Она была представлена на Парижском салоне 1822 года. «Фердинанд и Миранда играют в шахматы» — картина Люси Мэдокс Браун на этот же сюжет (1871).
- В трагедии «Король Лир» реплика графа Кента:

«Мою жизнь считал я пешкой, всегда готовой сражаться с твоими врагами».
- Реплика Катарины в комедии «Укрощение строптивой»:

«Так вы, отец, хотите, чтобы я стала „патом“ среди этих „матов“?».
- В исторической хронике «Король Иоанн» фраза:

«Ты можешь стать королевой и шаховать весь мир».